# 尤金·阿莫-達德奇
尤金·阿莫-達德奇（英語：Eugene Amo-Dadzie，1992年6月22日—）是一名英國男子田徑運動員，以短跑運動員身份參賽。他是2023年英國室內田徑錦標賽60米比賽的銅牌得主。

## 職業生涯
阿莫-達德奇原為一名全職的特許會計師，直到26歲才開始參加田徑比賽。他於2019年首次參加英國田徑錦標賽，在半決賽中獲得第五名。
阿莫-達德奇是伍德福德綠地的一名運動員，在2021年英國田徑錦標賽上以10.20秒的成績跑出了100米的個人最好成績，獲得第二名。2022年8月，他在斯特拉特福德將他的百米個人最好成績降低到10.05秒。這使他在2022年英國運動員最快的100米比賽中排名第三。
2023年2月，他在伯明翰舉行的英國室內田徑錦標賽60米比賽中獲得第三名，排在瑞斯·普雷斯科德和杰里迈亚·阿祖之後。他們隨後被選入英國代表隊，參加在伊斯坦堡的阿塔科伊田徑場舉行的2023年歐洲室內田徑錦標賽。他首次參加重大錦標賽就獲得了60米半決賽的資格。
2023年6月16日，他在奧地利格拉茨的一次比賽中取得9.93秒的百米成績，讓他成為今年歐洲最速百米跑者，這也是英國史上第六快的成績。

## 個人生活
阿莫-達德奇說，他覺得自己有責任大聲疾呼，鼓勵黑人、亞洲人和少數族裔（BAME）人群圍繞接種COVID-19疫苗進行對話，以消除他們可能存在的擔憂。尤金已婚並有子女。他的父母是加納人，母親是一名社會護理員，父親在倫敦地鐵工作。他有兩個姐妹。

## 外部連結
- 尤金·阿莫-達德奇 （页面存档备份，存于）在世界田徑總會上的資料